# عقعق الشجر المقنع

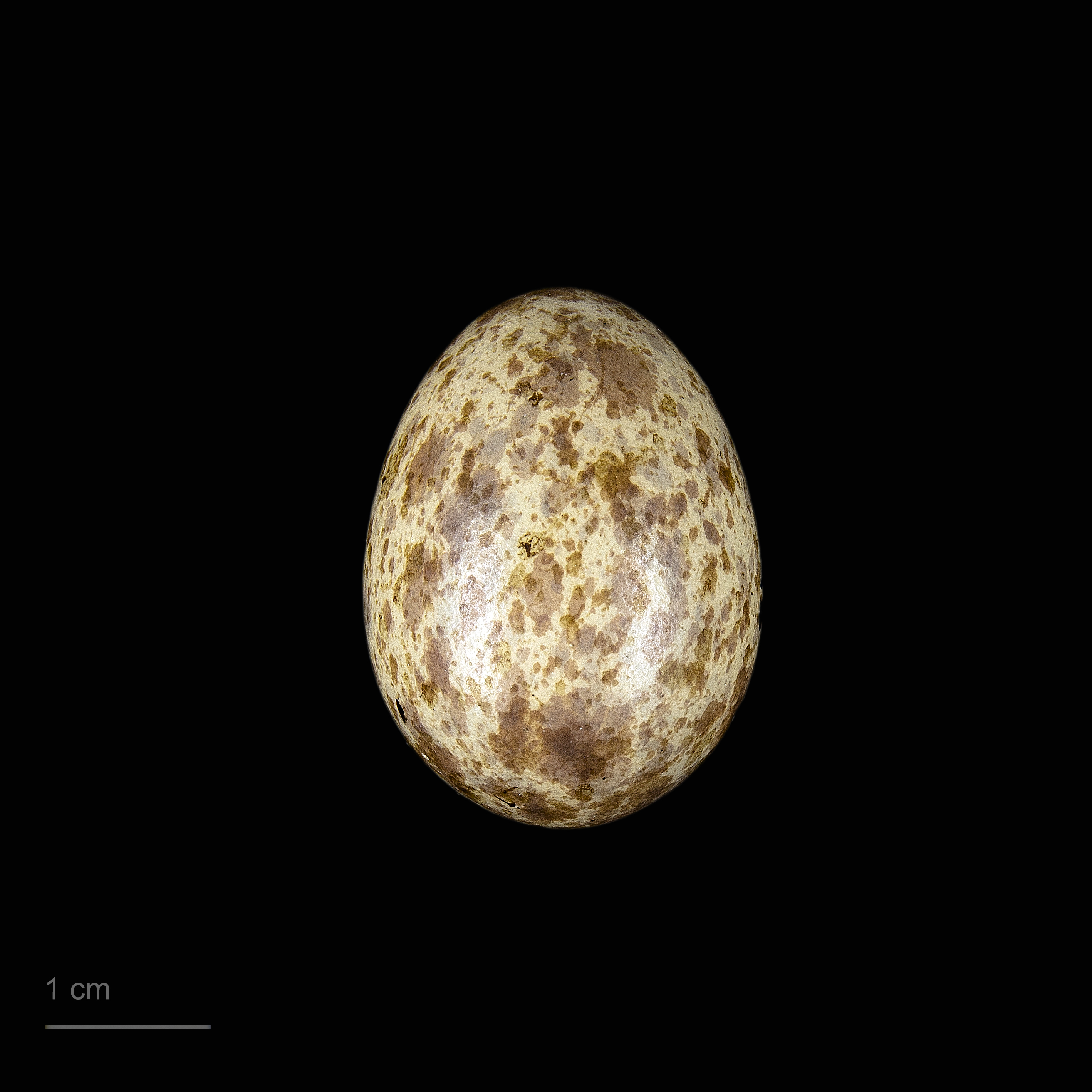
بيضة عقعق الشجر المُقنع

عقعق الشجر المُقنع (الاسم العلمي: Crypsirina cucullata)، نوع من الطيور من فصيلة الغرابيات. وهو يستوطن بورما.
موائله الطبيعية هي غابات الأراضي المنخفضة الرطبة شبه الاستوائية أو الاستوائية وأراضي الشجيرات الجافة المدارية أو الاستوائية. إنهُ مهدد بخسارة موطنه.
جسمه مكسو بريش رمادي ورأسه وذيله سوداء اللون.